# I's
I's（アイズ）は、日本の男女4人組パンクロックバンド。2021年結成。レーベルは自主レーベルのNyang Nyang Records（猫猫レコーズ）。

## 略歴
2021年（令和3年）
8月14日 - あの（ボーカル、ギター）が自主的にメンバーを集め、中山卓哉（ギター）、キッチン前田（ベース）、畝狹怜汰（ドラムス）と共に結成。あのはゆるめるモ!所属中に中山、畝狹と対バン経験がある。
8月31日 - 下北沢SHELTERで初のワンマンライブ『BOKU NO NATSU WA DO-NANDA』を行い、EP『DON't COMMIT SUICIDE』をリリースし、デビュー。
2022年（令和4年）
3月7日 - 1stシングル『あなろぐめもりー。』をリリース。
6月3日 - 映像作品『爆誕』をリリース。
8月17日 - 2nd EP『不毛戦争』をリリース。
2023年（令和5年）
8月30日 - 3rd EP『永遠衝動』をリリース。
2024年（令和6年）
8月1日 - 2024年末でバンドを解散することを発表。
11月18日 - ラストシングル「Past die Future」をトイズファクトリーより配信リリースし、メジャーデビュー。「Past die Future」はあのが出演するドラマ「【推しの子】」の第4話の主題歌として書き下ろされた。

## メンバー
| 名前         | 生年月日       | 出身地 | 活動期間                       | 担当          |
| ------------ | -------------- | ------ | ------------------------------ | ------------- |
| あの         | 9月4日         | -      | 2021年8月14日 - 2024年12月31日 | Vocal、Guitar |
| 中山卓哉     | 1987年12月15日 | 山梨県 | 2021年8月14日 - 2024年12月31日 | Guitar        |
| キッチン前田 | 1988年2月10日  | 千葉県 | 2021年8月14日 - 2024年12月31日 | Bass          |
| 畝狹怜汰     | 1997年10月1日  | 広島県 | 2021年8月14日 - 2024年12月31日 | Drums         |

プロフィール
あの
2019年9月30日まで「ゆるめるモ!」のメンバーとして活動していた。現在はソロアーティストanoとして活動。
中山卓哉
2019年6月30日まで「グッバイフジヤマ」のヴォーカル、ギターとしての活動をしており、現在「愛しておくれ」のヴォーカル、ギターとして活動。
キッチン前田
ベーシストである父の影響で14歳からベースを弾き始める。
「ALL CITY STEPPERS」のベースとして活動している他、カレー屋「キッチン前田」の店主。
畝狹怜汰
「SUNNY CAR WASH」の元ドラム。現在「mother」のドラムとして活動。

## タイアップ
| 使用年 | 曲名            | タイアップ                                              |
| ------ | --------------- | ------------------------------------------------------- |
| 2024年 | Past die Future | Amazon Prime Video配信ドラマ『【推しの子】』第4話主題歌 |